# Carl Andersen (Regisseur)
Carl Andersen (* 15. Mai 1958 in Wien; † 3. August 2012 in Berlin) war ein österreichischer, ab 1991 in Berlin lebender Filmkritiker und Regisseur von Underground- und Low-Budget-Filmen. Er fungierte bei seinen Filmen auch als Produzent, Autor und Schauspieler. Seine Filme handeln von Sex, von Beziehungen und vom Filmemachen und dessen Auswirkungen auf Beziehungen und Sex. In seinen Filmen lösen sich die Grenzen zwischen Fiktion, Dokumentation und Realität auf, vor allem was seine eigene Person und die Rolle als Regisseur und Darsteller angeht.

## Leben
Carl Andersen war drei Jahrzehnte lang als Filmkritiker tätig und drehte seit 1988 selbst Filme. Er war Mitbegründer der Wiener Programmkinoszene und Veranstalter des ersten schwul-lesbischen Filmfestivals Österreichs. Andersen verschaffte u. a. dem mittlerweile als Kultfilm geltenden Film Liquid Sky in Österreich ein noch lange Jahre anhaltendes Forum und kümmerte sich als Vermittler zwischen Produktionsfirmen und Kinos in Österreich und Deutschland um das Zeigen von als schwierig zu vermarkten geltenden Filmen abseits des jeweils herrschenden Zeitgeistes.
Er organisierte das Festival des subversiven Films, das in Berlin und im Filmmuseum Potsdam gezeigt wurde. Bei der von ihm organisierten deutschen Kinotour zu dem Film Angst lernte er dessen Hauptdarsteller Erwin Leder (bekannt durch seine Rolle als Johann, das Gespenst aus Wolfgang Petersens Film Das Boot) kennen, mit dem er später die Filme Vom Luxus der Liebe (1998), Chien Fuck (2006) und Neugierde (2011) besetzte. Der seit den frühen 1970ern Filme drehende Berliner Regisseur Lothar Lambert hat 2005 über beide einen Dokumentarfilm mit dem Titel Küss die Kamera – Wiener Wahn hoch zwei gedreht. Lambert spielt auch in einigen Filmen von Andersen mit. Andersen hatte Schuhgröße 54.
In Berlin war Andersen viele Jahre lang Mitarbeiter der Videothek Negativeland, in deren Bestand er eine große Anzahl eigenwilliger und ungewöhnlicher Filme eingebracht hatte.
Bis zu seinem plötzlichen Tod arbeitete er an seinem neuen Film Obsession: 25 Bilder pro Sekunde, eine experimentelle und gleichzeitig fiktive und dokumentarische Arbeit über seine Position als Filmemacher und die seiner Darsteller.
„There is a piece of me in all of my films – but also a piece of everyone who worked on them. Ultimately, they are all characters – but the characters come from reality.“
Zu seinem 50. Geburtstag widmeten ihm die Berliner Programmkinos Brotfabrik und Tilsiter Lichtspiele im Juli 2008 eine Gesamtretrospektive.

## Filmografie
- 1988: Vampyros Sexos a.k.a. I was a teenage Zabbadoing
- 1990: Mondo Weirdo a.k.a. Jungfrau am Abgrund
- 1990: What’s so dirty about? (Kurzfilm)
- 1993: Killing Mom
- 1995: Wodka, Jazz und Perestroika
- 1996: Titty Twist in Hell
- 1996: Entfesselte Vampirellas in Ketten (Kurzfilm für den ORF/ZDF zum Kompilationsfilm Kino im Kopf von Michael Glawogger)
- 1998: Vom Luxus der Liebe
- 2000: Die Sehnsucht nach dem Mehr
- 2001: Andersens Märchen von der Liebe
- 2002: Lick an apple like a pussy: The movie Stanislawski never made (Co-Regie: Silvia Lindner)
- 2004: Eiszeit (Co-Autoren: Malga Kubiak, Sybille Kleinschmitt)
- 2006: Female Summer
- 2006: Chien Fuck! (2008 fertiggestellt)
- 2011: The Ratman and his muses
- 2011: Neugierde
- 2012: Treibsand